# Powój

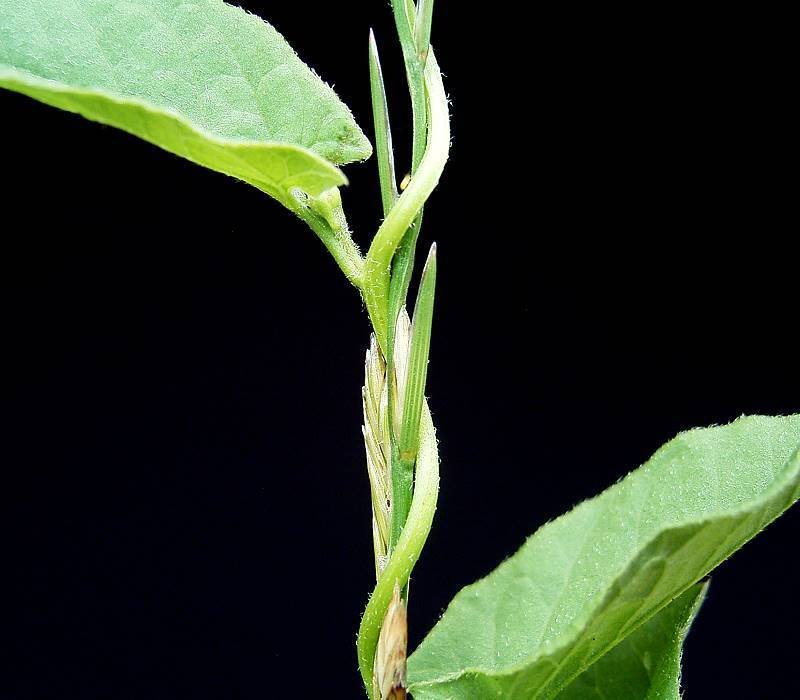
Pędy powoju polnego okręcające się wokół podpory

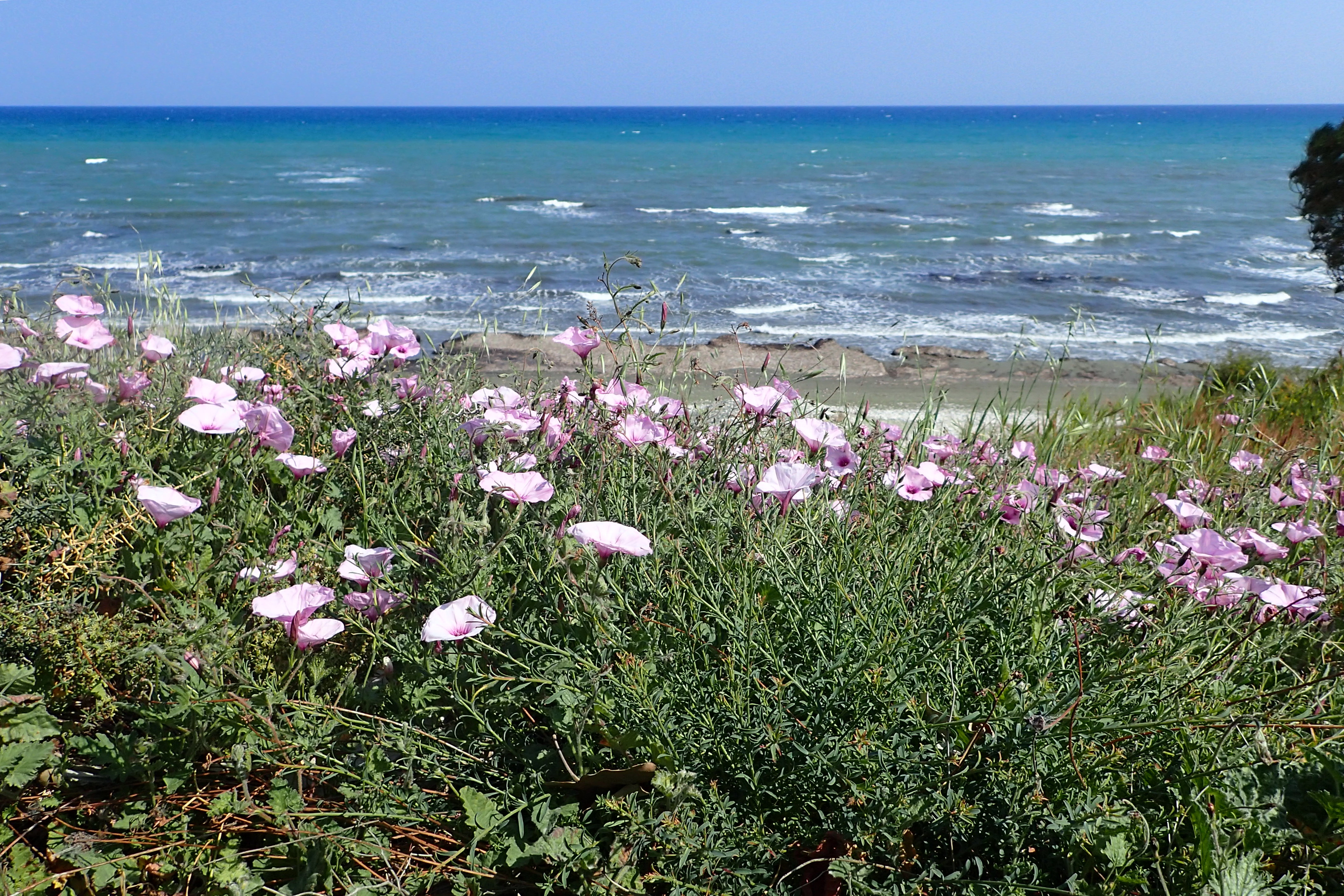
Convolvulus althaeoides

Powój (Convolvulus L.) – rodzaj roślin zielnych z rodziny powojowatych. Obejmuje ok. 200–250 gatunków. Występuje w strefach umiarkowanych i podzwrotnikowych, głównie w Eurazji. W Europie rosną 23 gatunki (w tym jeden gatunek dziko rosnący w Polsce – powój polny C. arvensis), w Turcji 32, w Pakistanie 21, w Chinach 8. Nieliczne gatunki rosną na obu kontynentach amerykańskich, w Afryce Północnej i Południowej, Australii i na Nowej Zelandii. Niektóre gatunki uprawiane są jako rośliny ozdobne (zwłaszcza C. sabatius i C. tricolor), niektóre gatunki są ciężkimi do zwalczenia chwastami upraw.
Nazwą powój określane są zwyczajowo również podobne rośliny takie jak wilec lub kielisznik.

## Morfologia

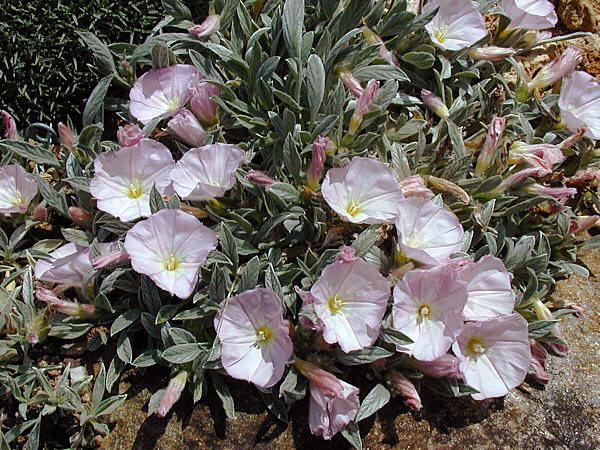
Convolvulus boissieri

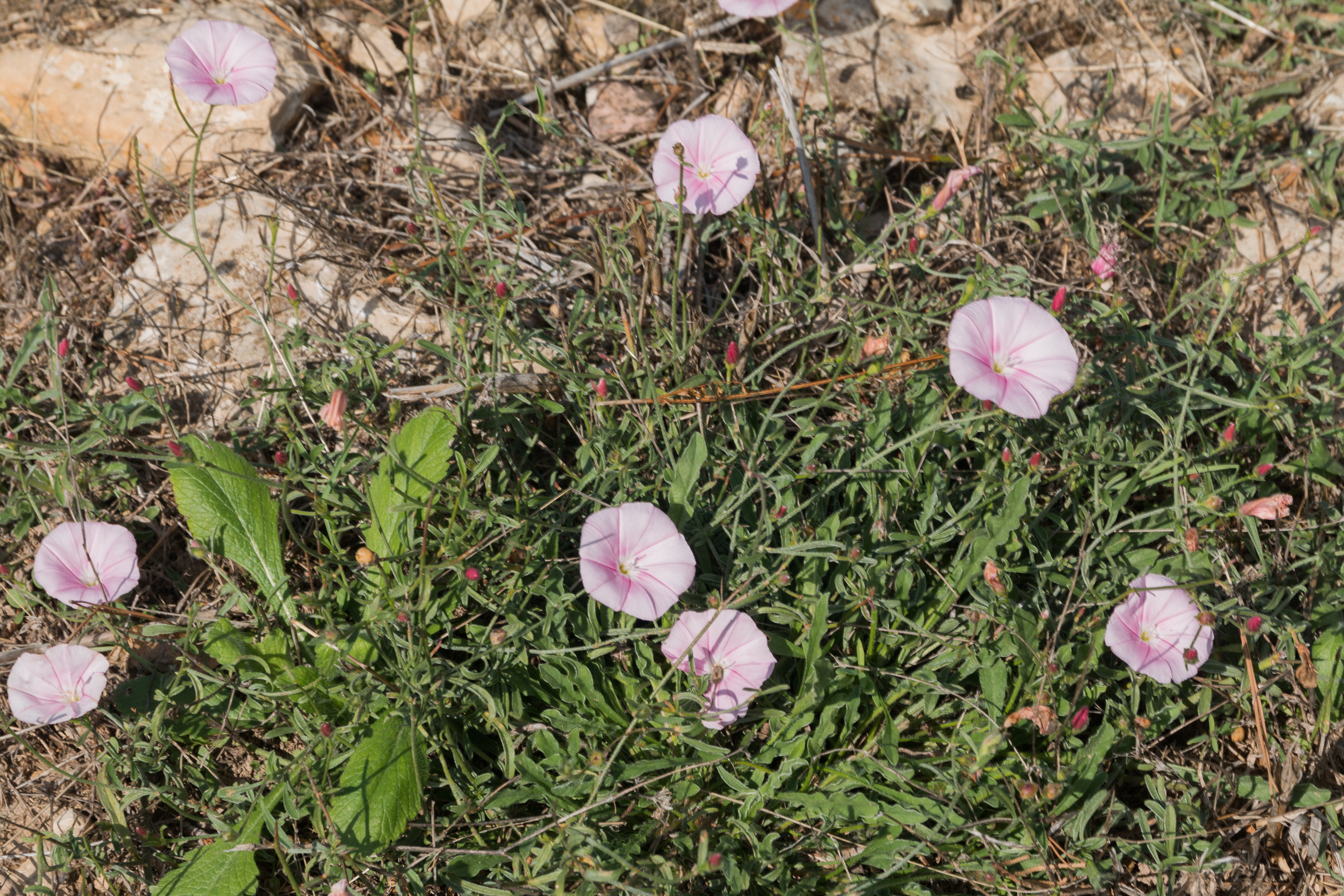
Convolvulus cantabrica

PokrójRośliny jednoroczne, byliny, rzadziej półkrzewy i krzewy do 3 m wysokości (C. floridus z Wysp Kanaryjskich). Pędy najczęściej pnące lub płożące się, rzadziej prosto wzniesione lub skrócone, tworzące formy poduszkowe, czasem cierniste, często owłosione, z włoskami pojedynczymi lub rozwidlonymi. U roślin pnących łodyga wijąca się (zawsze w prawo), bez wąsów.
LiścieUlistnienie skrętoległe. Liście pojedyncze, czasem klapowane. Siedzące lub ogonkowe.
KwiatyWyrastają w kątach liści pojedynczo lub w wierzchotkach, czasem główkowato skupionych. Kwiaty są promieniste, obupłciowe i 5-krotne. Działki kielicha są trwałe, ale nie powiększają się podczas owocowania, wszystkie są równe lub bywają asymetryczne. Płatki korony są lejkowato lub dzwonkowato zrośnięte, na brzegu koliste lub z niewielkimi klapami, z wyraźnymi paskami biegnącymi wzdłuż środków płatków. Mają barwę białą, żółtą, różową lub niebieską. Płatki skręcone są w pąku i u nasady posiadają miodniki. Pręcików jest 5, równej długości, o nitkach przylegających do szyjki słupka. Zalążnia górna, dwukomorowa, zawierającą po 1–2 zalążki w każdej z komór. Słupek pojedynczy, nitkowaty, zwieńczony jest dwoma walcowatymi lub maczugowatymi znamionami.
OwoceNagie lub owłosione torebki zawierające od jednego do czterech nasion.

## Systematyka

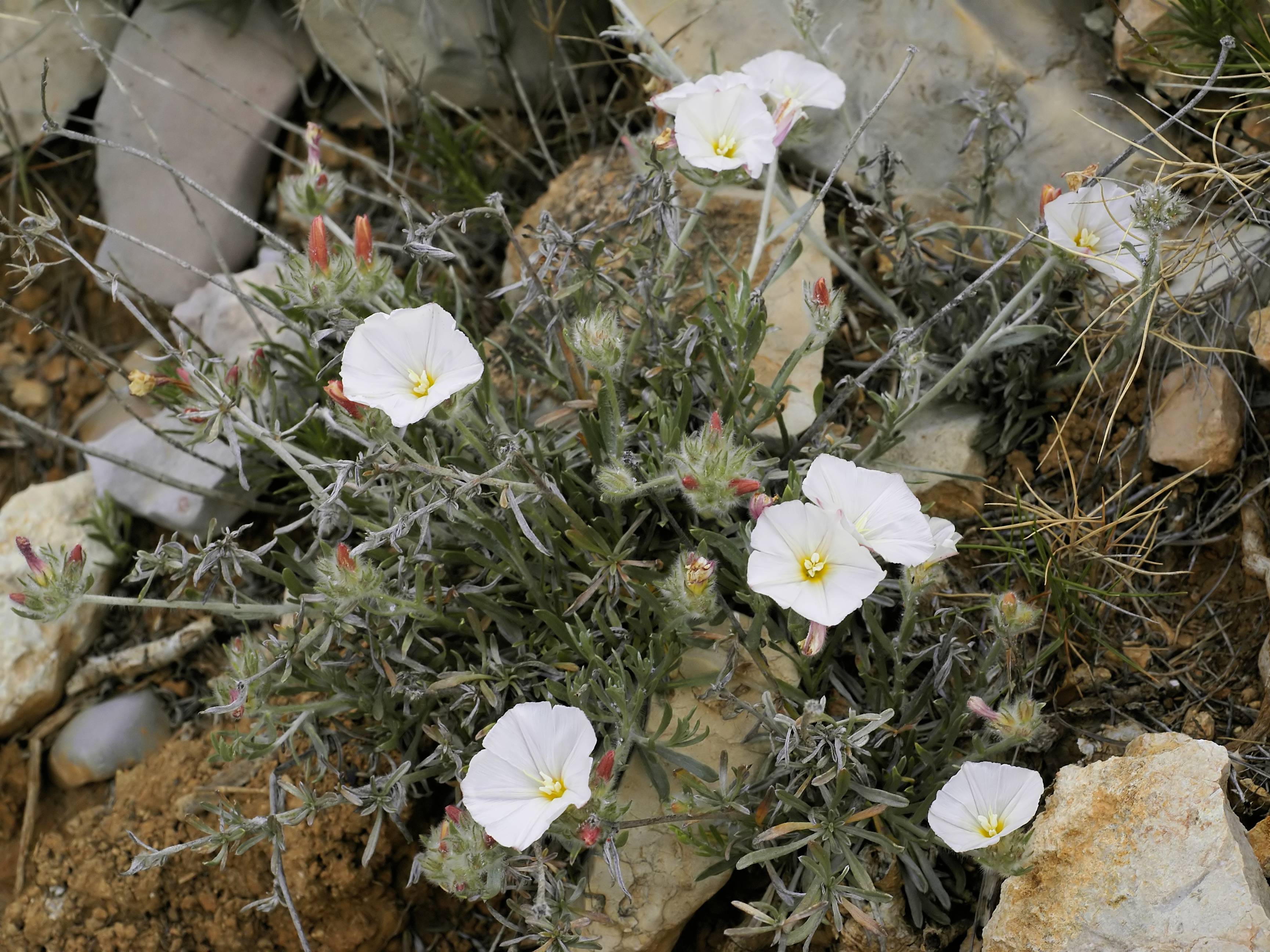
Convolvulus cneorum

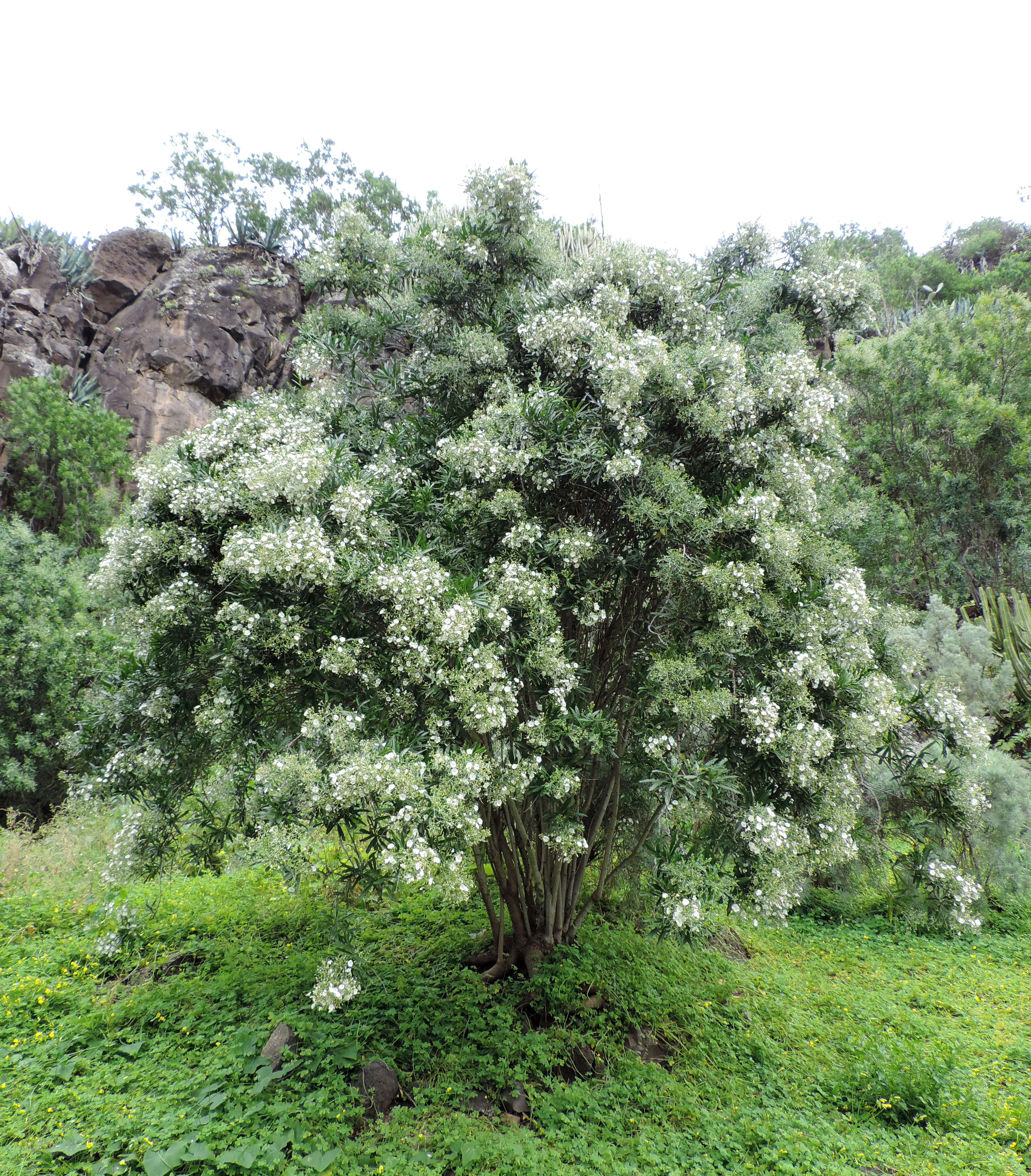
Convolvulus floridus

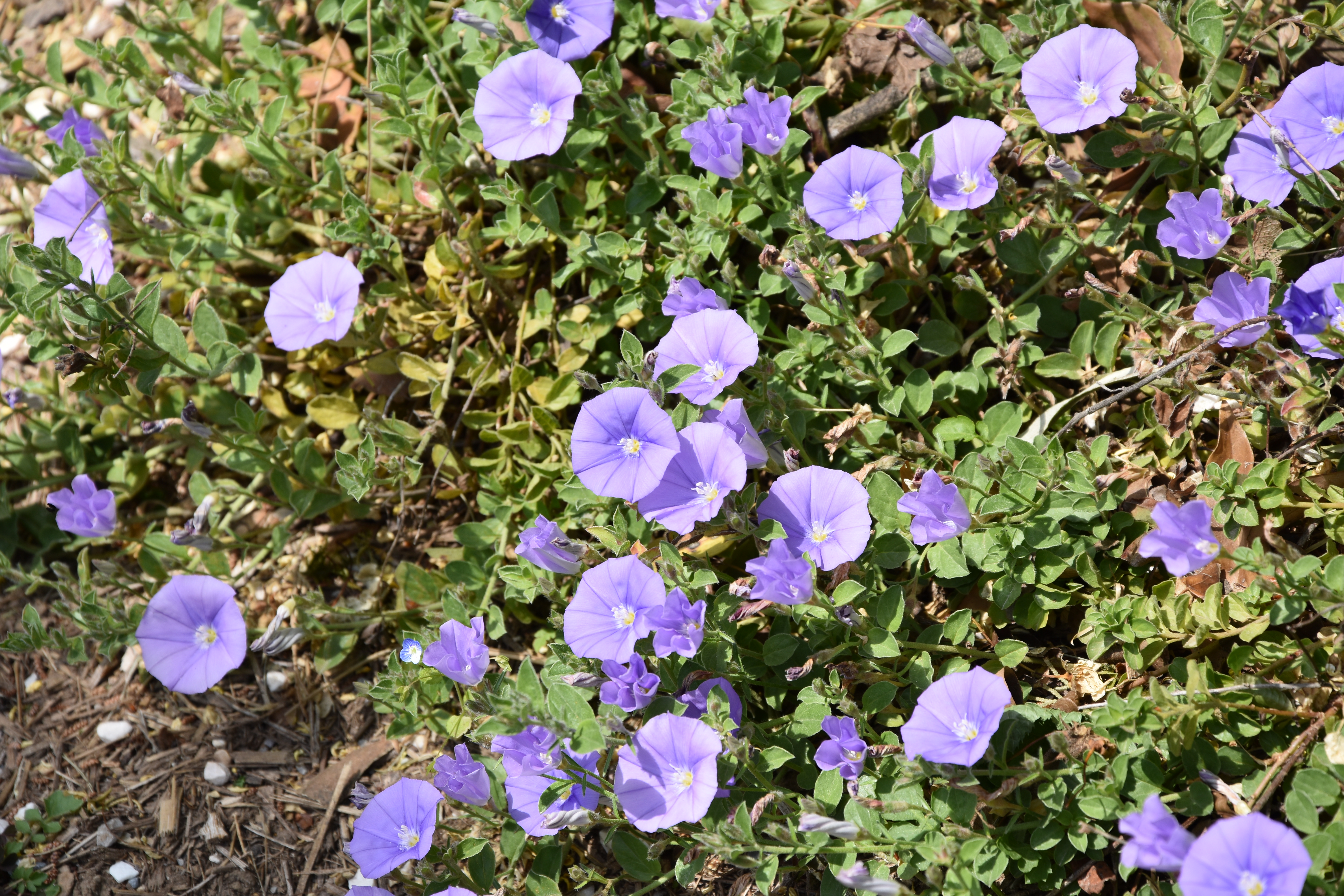
Convolvulus sabatius

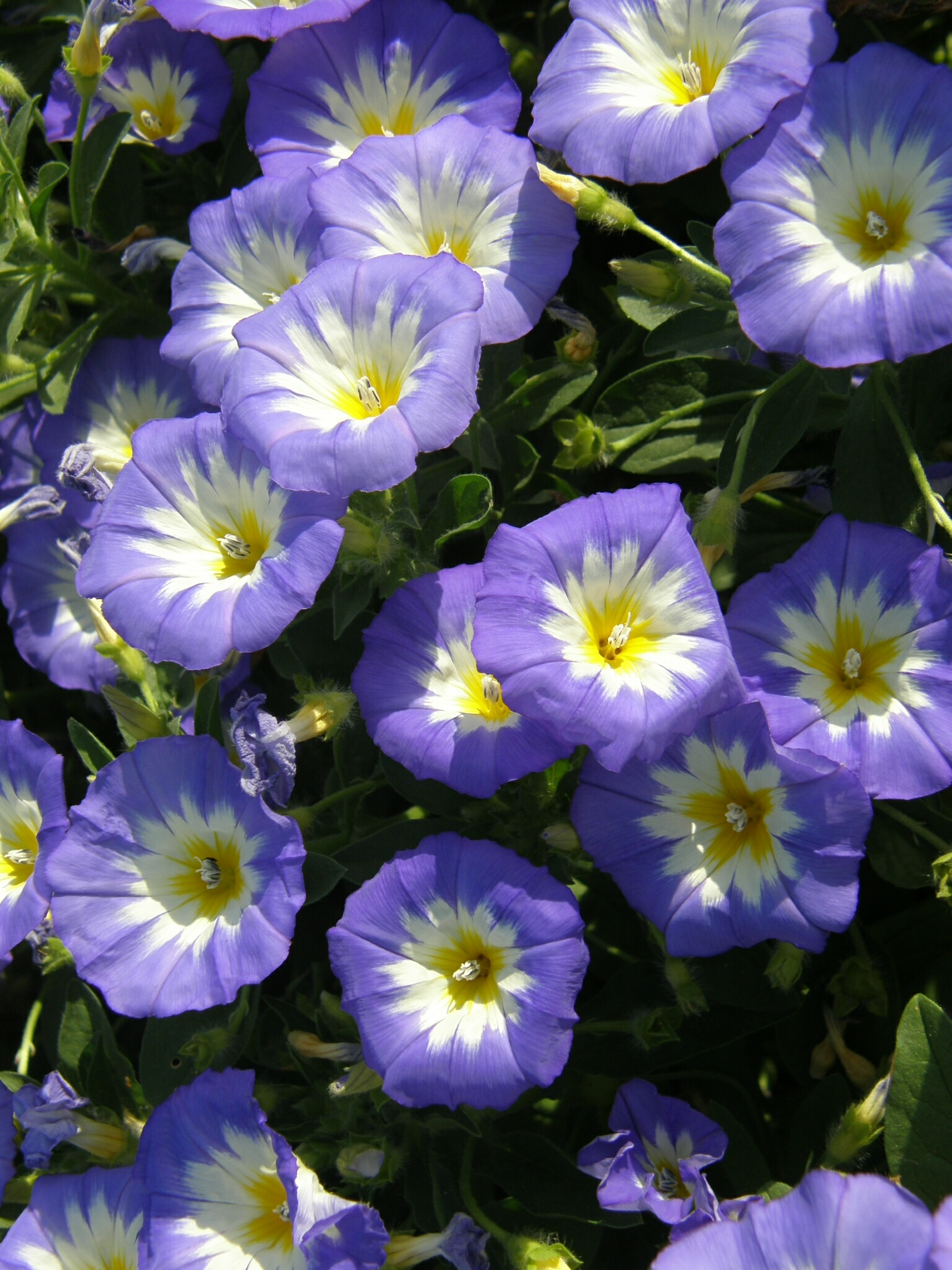
Convolvulus tricolor

Rodzaj z rodziny powojowatych (Convolvulaceae), w obrębie której zaliczany jest do podrodziny Convolvuloideae i plemienia Convolvuleae. Do plemienia należą poza nim dwa rodzaje: Calystegia – kielisznik (rozprzestrzeniony na świecie) i Polymeria (rodzaj endemiczny dla Australii). Wyodrębnienie rodzaju Calystegia zagnieżdżonego wewnątrz rodzaju Convolvulus czyni z niego rodzaj parafiletyczny. Docelowo dla poprawnego odzwierciedlenia relacji filogenetycznych konieczne będzie albo włączenie gatunków z rodzaju Calystegia do Convolvulus, albo podzielenie tego drugiego na kilka rodzajów.
Wykaz gatunków
- Convolvulus acanthocladus Boiss. & Kotschy
- Convolvulus aitchisonii C.B.Clarke
- Convolvulus althaeoides L.
- Convolvulus ammannii Desr.
- Convolvulus angustissimus R.Br.
- Convolvulus argillicola Pilg.
- Convolvulus argyracanthus Rech.f., Aellen & Esfand.
- Convolvulus argyrothamnos Greuter
- Convolvulus arvensis L. – powój polny
- Convolvulus aschersonii Engl.
- Convolvulus assyricus Griseb.
- Convolvulus asyrensis Kotschy
- Convolvulus aucheri Choisy
- Convolvulus austroafricanus J.R.I.Wood & Scotland
- Convolvulus bazmanensis Ranjbar, Ezazi & F.Ghahrem.
- Convolvulus × beguinotii Maire & Weiller
- Convolvulus betonicifolius Mill.
- Convolvulus bidentatus Bernh.
- Convolvulus bidrensis Sebsebe
- Convolvulus boedeckerianus Peter
- Convolvulus boissieri Steud.
- Convolvulus bonariensis Cav.
- Convolvulus bullerianus Rendle
- Convolvulus calvertii Boiss.
- Convolvulus canariensis L.
- Convolvulus cantabrica L.
- Convolvulus capensis Burm.f.
- Convolvulus capitulifer Franch.
- Convolvulus caput-medusae Lowe
- Convolvulus carduchorum P.H.Davis
- Convolvulus carrii B.L.Turner
- Convolvulus cassius Sam. ex Rech.f.
- Convolvulus cataonicus Boiss. & Hausskn.
- Convolvulus cephalophorus Boiss.
- Convolvulus cephalopodus Boiss.
- Convolvulus chilensis Pers.
- Convolvulus chinensis Ker Gawl.
- Convolvulus chondrilloides Boiss.
- Convolvulus clementii Domin
- Convolvulus cneorum L.
- Convolvulus coelesyriacus Boiss.
- Convolvulus commutatus Boiss.
- Convolvulus crenatifolius Ruiz & Pav.
- Convolvulus crispifolius F.Muell.
- Convolvulus × cyprius Boiss.
- Convolvulus demissus Choisy
- Convolvulus × despreauxii A.Santos & Carine
- Convolvulus divaricatus Regel & Schmalh.
- Convolvulus dorycnium L.
- Convolvulus dregeanus Choisy
- Convolvulus dryadum Maire
- Convolvulus durandoi Pomel
- Convolvulus elymaiticus Mozaff.
- Convolvulus ensifolius P.P.A.Ferreira & Sim.-Bianch.
- Convolvulus equitans Benth.
- Convolvulus eremophilus Boiss. & Buhse
- Convolvulus erinaceus Ledeb.
- Convolvulus erubescens Sims
- Convolvulus euphraticus Bornm.
- Convolvulus eyreanus R.W.Johnson
- Convolvulus farinosus L.
- Convolvulus fatmensis Kunze
- Convolvulus fernandesii P.Silva & Teles
- Convolvulus floridus L.f.
- Convolvulus fractosaxosus Petrie
- Convolvulus fruticosus Pall.
- Convolvulus fruticulosus Desr.
- Convolvulus galapagensis Andersson
- Convolvulus galaticus Rostius ex Choisy
- Convolvulus galpinii C.H.Wright
- Convolvulus germaniciae Boiss. & Hausskn.
- Convolvulus gharbensis Batt. & Pit.
- Convolvulus glaouorum Braun-Blanq. & Maire
- Convolvulus glomeratus Choisy
- Convolvulus gortschakovii Schrenk ex Fisch. & C.A.Mey.
- Convolvulus gracillimus Rech.f.
- Convolvulus graminetinus R.W.Johnson
- Convolvulus grantii Balf.f.
- Convolvulus grigorjevii Kamelin
- Convolvulus hamadae (Vved.) Petrov
- Convolvulus hamrinensis Rech.f.
- Convolvulus hasslerianus (Chodat) O'Donell
- Convolvulus hermanniae L'Hér.
- Convolvulus hildebrandtii Vatke
- Convolvulus hirsutiflorus Dammann
- Convolvulus holosericeus M.Bieb.
- Convolvulus hormodensis Ranjbar & Ezazi
- Convolvulus humilis Jacq.
- Convolvulus hystrix Vahl
- Convolvulus incisodentatus J.R.I.Wood & Scotland
- Convolvulus iranicus J.R.I.Wood & Scotland
- Convolvulus jefferyi Verdc.
- Convolvulus jemensis Kotschy
- Convolvulus jordanensis Sa'ad
- Convolvulus kilimandschari Engl.
- Convolvulus koieanus Bornm.
- Convolvulus kossmatii Vierh.
- Convolvulus kotschyanus Boiss.
- Convolvulus krauseanus Regel & Schmalh.
- Convolvulus kurdistanicus Mozaff.
- Convolvulus laciniatus Desr.
- Convolvulus lanatus Vahl
- Convolvulus lanjouwii Sa'ad
- Convolvulus lanuginosus Desr.
- Convolvulus leiocalycinus Boiss.
- Convolvulus leptocladus Boiss.
- Convolvulus libanoticus Boiss.
- Convolvulus lilloi O'Donell
- Convolvulus lindbergii Sa'ad
- Convolvulus lineatus L.
- Convolvulus linoides Bornm.
- Convolvulus longipedicellatus Sa'ad
- Convolvulus lopezsocasii Svent.
- Convolvulus maireanus Pamp.
- Convolvulus mairei Halácsy
- Convolvulus massonii F.Dietr.
- Convolvulus mazicum Emb. & Maire
- Convolvulus meonanthus Hoffmanns. & Link
- Convolvulus microcalyx C.B.Clarke
- Convolvulus microsepalus R.W.Johnson
- Convolvulus mollissimus Bertol.
- Convolvulus montanus Ooststr.
- Convolvulus multifidus Thunb.
- Convolvulus namaquensis (Schltr. ex A.Meeuse) J.R.I.Wood & Scotland
- Convolvulus natalensis Bernh.
- Convolvulus ocellatus Hook.
- Convolvulus oleifolius Desr.
- Convolvulus oppositifolius Alfarhan
- Convolvulus oreophilus House
- Convolvulus oxyphyllus Boiss.
- Convolvulus oxysepalus Boiss.
- Convolvulus palaestinus Boiss.
- Convolvulus palustris Cav.
- Convolvulus peninsularis J.R.I.Wood & Scotland
- Convolvulus pentapetaloides L.
- Convolvulus persicus L.
- Convolvulus phrygius Bornm.
- Convolvulus pilosellifolius Desr.
- Convolvulus pitardii Batt.
- Convolvulus × platigena Speg.
- Convolvulus prostratus Forssk.
- Convolvulus pseudocantabrica Schrenk ex Fisch. & C.A.Mey.
- Convolvulus × pseudocompactus C.Aykurt & Sümbül
- Convolvulus pseudoscammonia K.Koch
- Convolvulus pyrrhotrichus Boiss.
- Convolvulus randii Rendle
- Convolvulus rectangularis Rech.f.
- Convolvulus recurvatus R.W.Johnson
- Convolvulus remotus R.Br.
- Convolvulus reticulatus Choisy
- Convolvulus rhyniospermus Hochst. ex Choisy
- Convolvulus rottlerianus Choisy
- Convolvulus rozynskii (Standl.) W.H.Lewis & R.L.Oliv.
- Convolvulus rufescens Choisy
- Convolvulus sabatius Viv. – powój arabski
- Convolvulus sagittatus Thunb.
- Convolvulus sarmentosus Balf.f.
- Convolvulus sarothrocladus Boiss. & Hausskn.
- Convolvulus scammonia L.
- Convolvulus schimperi Boiss.
- Convolvulus schirazianus Boiss.
- Convolvulus schulzei O'Donell
- Convolvulus scindicus Stocks
- Convolvulus scoparius L.f.
- Convolvulus scopulatus Thulin
- Convolvulus secundus Desr.
- Convolvulus selloi Meisn.
- Convolvulus semhaensis (R.R.Mill) J.A.Luna & Carine
- Convolvulus sericocephalus Juz.
- Convolvulus sericophyllus T.Anderson
- Convolvulus siculus L.
- Convolvulus simulans L.M.Perry
- Convolvulus sinuatodentatus Collett & Hemsl.
- Convolvulus socotranus Verdc.
- Convolvulus spicatus Peter ex Hallier f.
- Convolvulus spinifer Popov
- Convolvulus spinosus Burm.f.
- Convolvulus stachydifolius Choisy
- Convolvulus stapfii Rech.f.
- Convolvulus stenocladus Chiov.
- Convolvulus steppicola Hand.-Mazz.
- Convolvulus subsericeus Schrenk ex Fisch. & C.A.Mey.
- Convolvulus subspathulatus Vatke
- Convolvulus suendermannii Bornm.
- Convolvulus supinus Coss. & Kralik
- Convolvulus tedmoorei R.W.Johnson
- Convolvulus thomsonii Baker
- Convolvulus thunbergii Roem. & Schult.
- Convolvulus trabutianus Schweinf. & Muschl.
- Convolvulus tragacanthoides Turcz.
- Convolvulus tricolor L. – powój trójbarwny
- Convolvulus truncatus Vell.
- Convolvulus tschimganicus Popov & Vved.
- Convolvulus tujuntauensis Kinzik.
- Convolvulus × turcicus Aykurt & Sümbül
- Convolvulus turrillianus Parsa
- Convolvulus ulicinus Boiss.
- Convolvulus urosepalus Pau
- Convolvulus valentinus Cav.
- Convolvulus verdcourtianus Sebsebe
- Convolvulus verecundus Allan
- Convolvulus vidalii Pau
- Convolvulus virgatus Boiss.
- Convolvulus vollesenii Sebsebe
- Convolvulus volubilis Brouss. ex Link
- Convolvulus waitaha (Sykes) Heenan, Molloy & de Lange
- Convolvulus wimmerensis R.W.Johnson
- Convolvulus xanthopotamicus J.R.I.Wood & Scotland